# Tiganogona levis
Tiganogona levis är en mångfotingart som först beskrevs av Ottis Robert Causey 1959.  Tiganogona levis ingår i släktet Tiganogona och familjen Cleidogonidae. Inga underarter finns listade i Catalogue of Life.